# L'Orée de Mormal
L'Orée de Mormal is een fusiegemeente (commune nouvelle) in het Franse Noorderdepartement in de regio  Hauts-de-France. De plaats maakt deel uit van het arrondissement Avesnes-sur-Helpe. L'Orée de Mormal is op 1 januari 2025 ontstaan door de fusie van de gemeenten Amfroipret en Bermeries.